# Салиха Султан
Салиха Султан (осм. صالحه سلطان; у преводу "посвећена"; приближно 1683 — 21. септембар 1739) била је Црногорска супруга султана Мустафе Другог из Османског царства и Валиде Султан њиховог сина, султана Махмуда Првог.

## Биографија
Салиха Султан је рођена 1683 године у Црној Гори. Њено првобитно име је било Василиса. Ухваћена је у једном од татарских напада и продата у ропство. Постала је конкубина султана Мустафе и родила је своје једино дете Шехзаде Махмуда (касније Махмуд Првог) 2. августа 1696. у палати у граду Једрене.
После догађаја у граду Једрене и смењивања султана Мустафе 1703. године, пребачена је у Стари двор у Истанбулу одакле је преговарала и одржавала савезе са члановима царске палате и урбаном елитом. С друге стране, њен син Шехзаде Махмуд је премештен у палату Топкапи у Истанбулу заједно са целим двором.
Махмудов најпоузданији и најутицајнији савезник била је Салиха, која је имала капацитет да обезбеди позицију свог сина захваљујући свом политичком искуству и мрежи савеза које је изградила током година. Она и њен син блиско су сарађивали са главним црним евнухом Хаџи Бешир Агом, који је управљао харемом од 1717. године и стога је имао знатне вештине у политици и опстанку отоманске династије.
Године 1730, њен син, који је имао тридесет четири године, доведен је на престо као Махмуд Први након Патронске побуне, која је довела до свргавања његовог стрица султана Ахмеда Трећег. Као мајка новог султана, Салиха је била у најбољем положају да игра помирљиву улогу и консолидује рану владавину свог сина кроз савезе које је изградила током времена и пре његовог приступања. Попунила је простор који је остао од смрти њене свекрве и претходнице Гулнуш Султаније 1715. године и преузела сву моћ. Иако је постала Валиде Султан са педесет година, Салиха је задржала своју лепоту и била је лепша од супруга њеног сина Махмуда. Салиха је била утицајна у питањима палате и била је заштитница уметности у ери познатој као ера лала.
Разбојник Патрона Халил, иако је у то време харао улицама, сматрао је потребним да обави интервју и са Салихом и са Бешир Агом. Убрзо након што је Салиха постављена у апартман краљице мајке у палати Топкапи, венецијански баило, Анђело Емо, послао јој је двадесет и четири огртача, заједно са парфемима, огледалима и другим женским потрепштинама.
Њен син је наредио да се за њу изгради павиљон „Ферахфеза” (Повећање задовољства) у Бејлербеју.
У првим годинама Махмудове владавине он је често мењао велике везире, наводно по савету султана Ахмеда који је сматрао да је погрешио што је Ибрахим-паша тако дуго остао на функцији. Резултат ове нове политике било је одсуство снажне личности на положају.
Током овог периода било је притужби на превелики утицај Салихе Султана, а говорило се да је Кабакулак Ибрахим-паша, велики везир 1731. године, морао да плати знатну суму Салихи и Бешир Аги, како би осигурао свој положај. Ова стална смена великих везира оставила је отворена врата за интриге, а ни подршка његових моћних покровитеља није му помогла да дуго остане на свом месту.
Салиха је извршила низ добротворних дела како би допринела консолидацији владавине свог сина и постигла легитимитет отоманске династије у целини. Њено покровитељство над објектима за воду је било у складу са архитектонским покровитељством њене свекрве Гулнуш Султаније, а обухватало је поправку и имплементацију водоводне мреже Таксима и задужбину фонтана наспрам џамије Сити Хатун у Коча Мустафа-паши и близу Дефтердарове џамије у Ејупу 1735/36. године.
Спонзорисала је изградњу преко четрдесет нових фонтана широм Константинопоља, укључујући једну на једној страни џамије Јени у Ускудару и другу у Силиврикапију. Најлепша фонтана коју је наручила је фонтана Азапкапи Салиха Султан, 1732. године, која се сматра једним од ремек-дела водене архитектуре у Костантинопољу. За ову чесму се везује једна анегдота: мајка Мустафе Другог, Гулнуш Султанија, једног дана је видела девојчицу како плаче у Азапкапи, док је чекала воду. Та девојка је била Салиха, коју су прво довели у харем, а затим дали султану за супругу. Након што је постала Валиде Султан, заклела се да ће обезбедити да комшилук у коме је одрасла има свежу воду, а самим тим и фонтану.
Њено покровитељство се такође фокусирало на обнову Галата арапске џамије 1734/35. године и оснивање побожне фондације за допуну плата службеника џамије и обезбеђење читања Мевлида (рођења Посланика) и делова Курана.
Њено архитектонско покровитељство зрачило је изван главног града и обухватило трансформацију Хаци Омер Моакуеа у Ченгелкоу у скупштинску џамију која је поправљена и опремљена мунаром од цигле и исповедаоницом. Поред тога, реконструисала је џамију Алаца Минаре у Ускудару и обновила саборну џамију у тврђави Јереван.
Са Мустафом, Салиха је имала једног сина Махмуда. Махмуд Први (Једренски сарај, 2. август 1696 - Палата Топкапи, 13. децембар 1754). Био је 24. султан Османског царства.
Године 1739. Салиху је погодила непозната тешка болест и пребачена је у палату Тирнакчи у нади да ће се тамо рехабилитовати. Међутим, умрла је 21. септембра 1739. године. Сахрањена је у маузолеју Турхан Султаније, у Новој џамији, Истанбул.